# Tweede Nota Ruimtelijke Ordening
De Tweede Nota Ruimtelijke Ordening was een beleidsdocument van het rijk dat de grondslag vormde voor het beleid inzake de ruimtelijke ordening van Nederland voor de komende tientallen jaren. Het is in 1966 ingediend door het Kabinet-Cals en door de Tweede Kamer bekrachtigd.